# Mimosa concinna
Mimosa concinna är en ärtväxtart som beskrevs av George Bentham. Mimosa concinna ingår i släktet mimosor, och familjen ärtväxter. Inga underarter finns listade i Catalogue of Life.